# HD 125612
HD 125612 è una stella nana gialla situata nella costellazione della Vergine, distante dalla Terra 172 anni luce e di magnitudine apparente +8,31. A partire dal 2007 sono stati scoperti, con il metodo della velocità radiale, tre pianeti extrasolari che le orbitano attorno, ad una distanza rispettivamente di 0,05, 1,37 e 4,2 UA. Sempre nel 2009 sarebbe anche stata scoperta una debole nana rossa di classe M4V e una massa 0,184 volte quella del Sole che le è apparentemente legata gravitazionalmente,  ad una distanza di 4750 UA.

## Caratteristiche fisiche
La stella è una nana gialla di classe spettrale G3V appena più massiccia e  grande del Sole, con una temperatura superficiale leggermente superiore, essendo questa stimata in circa 5900 K. Ha una presenza di metalli, cioè elementi più pesanti dell'elio, maggiore ([Fe/H] = 0,24) ed è più giovane rispetto al Sole, in quanto l'età è stata stimata essere di poco superiore ai 2 miliardi di anni.

## Sistema planetario
Il primo pianeta, HD 125612 b, è stato scoperto nel 2007; orbita a 1,37 UA di distanza dalla stella, all'interno della zona abitabile, ed ha una massa minima 3 volte quella di Giove. Nel 2009 è avvenuta la scoperta di altri due pianeti, uno dei quali, HD 125612 c, molto vicino alla stella madre, ad appena 0,05 UA, mentre il terzo pianeta, HD 125612 d è il più esterno e orbita a 4,2 UA di distanza dalla stella. Mentre il pianeta c ha le dimensioni di Nettuno, il pianeta più esterno ha una massa minima oltre 7 volte quella di Giove.
Sotto, un prospetto del sistema di HD 125612, in ordine di distanza dalla stella.
| Pianeta | Massa    | Periodo orb. | Sem. maggiore | Eccentricità | Scoperta |
| ------- | -------- | ------------ | ------------- | ------------ | -------- |
| c       | ≥18,4 M⊕ | 4,155 giorni | 0,05 UA       | 0,27         | 2009     |
| b       | ≥3 MJ    | 559,4 giorni | 1,37 UA       | 0,46         | 2007     |
| d       | ≥7,2 MJ  | 3008 giorni  | 4,2 UA        | 0,28         | 2009     |